# (3606) Pohjola
(3606) Pohjola (1939 SF) – planetoida z pasa głównego asteroid okrążająca Słońce w ciągu 4,21 lat w średniej odległości 2,61 au Odkrył ją Yrjö Väisälä 19 września 1939 roku.